# Пъстра розела
Пъстрата розела (Platycercus eximius) е вид папагалова птица от род розела.

## Разпространение
Видът обитава югоизточните части на Австралийския континент и Тасмания. Интродуциран е в Нова Зеландия, където на Северния остров са открити диви популации  и на хълмовете край Дънидин на Южния остров.

## Местообитания
Пъстрата розела обитава местности с рехава горска растителност, гори, градини, паркове и поляни с храсти.

## Класификация
Пъстрата розела е наименована от Джордж Шоу през 1792 година. Понякога се смята за подвид на бледоглавата розела (P. adscitus). Използва се и терминът белобуза розела за вид или надвид, който комбинира бледоглавата и пъстрата разновидности. Регистрирани са хибриди на двата таксона в общите части от местообитанията им в североизточен Нов Южен Уелс и югоизточен Куинсланд.
Разпознати са три подвида на вида пъстра розела:
- P. e. eximius, Виктория и южните части на Нов Южен Уелс. Черните пера по гърба имат зелени контури. Областта около трътката е бледозелена.[7]
- P. e. elecica, североизточен Нов Южен Уелс и югоизточен Куинсланд. Черните пера на гърба при мъжките екземпляри имат златисто-жълти контури, а при женските – зелено-жълти. Оперението около трътката е синьо-зелено. Подвидът е наричан и жълтогърба (великолепна) розела.[7]
- P. e. diemenensis, източна Тасмания. Белите петна на бузите са по-големи, а червеното петно на главата е по-тъмно.[7]

## Физическо описание
Пъстрата розела е дълга 30 cm. Има червена глава и бели бузи. Клюнът е бял, а ирисите – кафяви. Горната част на гърдите е червена, а долната – жълта, избледняваща до светлозелено над корема. Перата на гърба и рамената са черни, като могат да са жълтеникави или зеленикави окончания, което придава вълнист вид на оперението им и е характеристика, варираща в зависимост от местообитанието и пола. Крилете и страничните опашни пера са синкави, докато опашката като цяло е тъмнозелена. Краката са сиви. Женската прилича на мъжкия, макар че оперението ѝ не е толкова ярко оцветено и съдържа ивица под крилете, която липсва у мъжкия. Младите са по-безцветни от възрастните женски и също имат такава ивица.

## Хранене
Храни се с тревни семена и плодове.

## Размножаване
Размножителният сезон е от август до януари, женската снася веднъж на сезон. Мястото за гнездене обикновено представлява дървесна хралупа. В люпилото обикновено има по 5 – 6 яйца (макар че са регистрирани люпила с до 9 яйца), които са бели и леко блестящи, на размери около 26 x 22 mm.

## Отглеждане в плен
Пъстрите розели понякога се отглеждат в домашни условия като любимци, харесвани за заради разноцветното им оперение. Те са умни птици, които могат да бъдат научени да свирукат голям репертоар от мелодии и дори могат да научат да произнасят по няколко думи или изрази. Розелите обаче изискват голямо внимание и играчки, които да задоволят потребността им от социално общуване и умствена стимулация. Видът понякога не успява да се адаптира към живота в клетка и дори отгледани от новоизлюпени може никога да не се опитомят напълно. Като цяло пъстрите розели не обичат да бъдат галени и са склонни да хапят при подобни прояви. Смята се, че розелите най-добре се отглеждат в големи волиери, което им позволява да летят свободно с минимален досег с хората.